# Middlesex County, Ontario
Middlesex County är ett county i Kanada.   Det ligger i provinsen Ontario, i den sydöstra delen av landet, 500 km sydväst om huvudstaden Ottawa.
Omgivningarna runt Middlesex County är en mosaik av jordbruksmark och naturlig växtlighet. Runt Middlesex County är det tätbefolkat, med 790 invånare per kvadratkilometer.